# Giampietrino

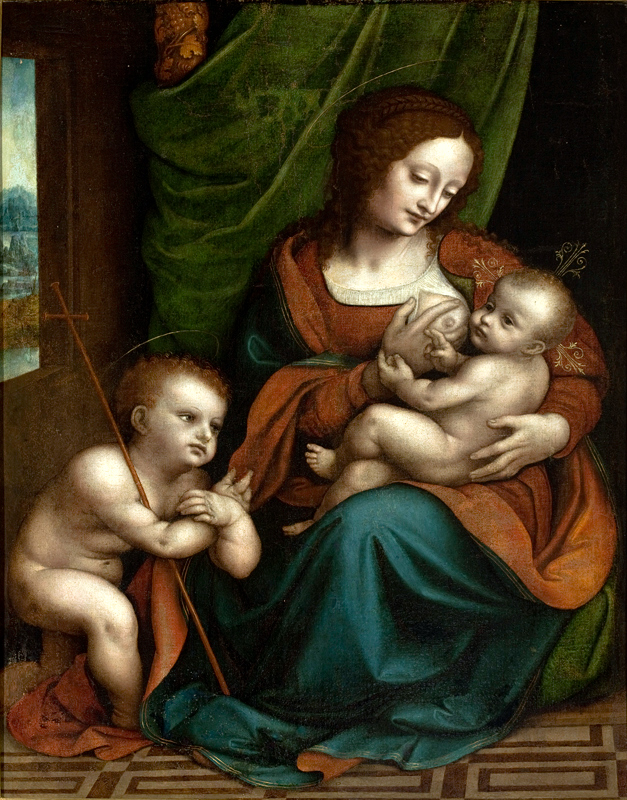
Maria mit dem Kinde und dem Johannesknaben, datiert zwischen 1500 und 1520, Museu de Arte de São Paulo

Giampietrino, eigentlich Giovanni Pietro Rizzoli (dokumentiert von 1495 bis 1549), war ein italienischer Maler der lombardischen Schule und des Leonardo-Kreises.
Sehr produktiver Maler von großen Altarbildern, Madonnen, weiblichen Heiligen in Halbfigur und mythologischen Frauengestalten. Lange Zeit war die wahre Identität des Künstlers, den man nur als den sogenannten Giampietrino kannte unbekannt. 1929 stellte der Kunsthistoriker Wilhelm Suida die Vermutung auf, es könnte sich vielleicht um einen Giovanni Battista Belmonte handeln, da eine mit diesem Namen signierte Madonna von 1509 mit Giampietrino in Verbindung gebracht worden ist. Da diese Tafel allerdings schlecht erhalten war, wollte er sich nicht endgültig festlegen, ob sie tatsächlich eigenhändig ist. Mittlerweile gilt diese Vermutung als überholt und er wird überwiegend mit einem durch Dokumente überlieferten Giovanni Pietro Rizzoli identifiziert.
Giampietrino kann als äußerst begabter Maler angesehen werden, der wesentlich zur Verbreitung des Spätstils von Leonardo da Vinci beigetragen hat. Er hat zahlreiche Vorlagen Leonardos adaptiert, aber auch zahlreiche tüchtige eigene Kompositionen hinterlassen. Viele Bilder sind in mehreren Fassungen erhalten geblieben.

## Ausgewählte Werke
- Amsterdam, Rijksmuseum
  - Maria mit dem Kinde. (zugeschrieben)
- Berlin, Gemäldegalerie
  - Die heilige Maria Magdalena im Gebet.
  - Die heilige Katharina von Alexandrien.
  - Die Beweinung Christi mit einem Stifter.
  - Die Geburt Christi. (zugeschrieben)
- Burgos, Cathedral
  - Maria Magdalena.
- Cambridge (Massachusetts), Fogg Art Museum, Harvard University Art Museum
  - Die Heilige Familie.
- Chantilly, Musée Condé
  - Kopf einer Frau. (Fragment)
- Gazzada, Museo Villa CFagnola
  - Die Heilige Familie.
- Gloucester, Highnam Court
  - Maria mit dem Kinde (Madonna mit der Lilie). (zugeschrieben)
- Isola Bella, Collezione Borromeo
  - Dido.
  - Sophonisba.
- Kassel, Gemäldegalerie Alte Meister
  - Kniende Leda mit ihren Kindern
- Lewisburg, Bucknell University Art Gallery
  - Kleopatra. um 1525
- London, Courtauld Institute Galleries
  - Maria mit dem Kinde und dem heiligen Hieronymus. (zugeschrieben)
  - Maria mit dem Kinde (Madonna mit der Lilie). (zugeschrieben)
- London, National Gallery
  - Christus, sein Kreuz tragend.. um 1510 – 1530
  - Salome. um 1510 – 1530
- London, Private Collection
  - Salome.
  - Ecce homo.
- London, Royal Academy
  - Das Abendmahl.
- Madison (Wisconsin), Elvehjem Museum of Art, University of Wisconsin-Madison
  - Lukretia. um 1525
- Mailand, Collezione Brivio Sforza
  - Die Nymphe Hegeria.
- Mailand, Collezione Nembrini
  - Venus und Cupido.
- Mailand, Collezione privata
  - Christus mit der Dornenkrone.
- Mailand, Collezione Rob Smeets
  - Maria mit dem Kinde (Madonna mit den Kirschen).
- Mailand, Museo Bagatti Valsecchi
  - Polyptychon: Thronende Maria mit dem Kinde, Heiligen und Christus als Weltenherrscher.
- Mailand, Pinacoteca Ambrosiana
  - Maria mit dem Kinde.
  - Die Anbetung des Kindes mit dem heiligen Rochus und musizierenden Engeln.
  - Der heilige Johannes der Evangelist.
  - Ecce homo.
- Mailand, Pinacoteca del Castello Sforzesco
  - Die heilige Maria Magdalena.
- Mailand, Pinacoteca di Brera
  - Die heilige Maria Magdalena lesend.
  - Die büßende Maria Magdalena.
  - Maria mit dem Kinde und dem Lamm. (unvollendet)
  - Maria mit dem Kinde.
- Mailand, Sant’Alessandro
  - Christus an der Geißelsäule.
- Morimondo, Abbazia di Santa Maria di Morimondo
  - Christus, am Grabe sitzend.
- Nancy, Musée des Beaux-Arts
  - Christus als Weltenherrscher.
- Neapel, Museo Nazionale di Capodimonti
  - Die heilige Maria Magdalena im Gebet.
  - Maria mit dem Kinde und den Heiligen Johannes der Täufer und Hieronymus.
- New York, Metropolitan Museum of Art
  - Diana als Jägerin.
- Oberlin, Allen Memorial Art Museum, Oberlin College
  - Kleopatra. um 1520 – 1540 (zugeschrieben)
- Ospedaletto Lodigiano, Gemeindekirche
  - Maria mit dem Kinde und den Heiligen Hieronymus und Johannes der Täufer.
- Paris, Musée National du Louvre
  - Kleopatra.
- Pavia, Curia Vescovile
  - Maria mit dem Kinde und den Heiligen Hieronymus und Johannes der Täufer.
- Pavia, Musei civici di Pavia
  - Maria Magdalena
- Ponce, Museo di Arte de Ponce
  - Der heilige Johannes der Täufer. um 1530
- Ponte Capriasca, Sant’Ambrogio
  - Maria mit dem Kinde von Loreto mit den Heiligen Johannes der Täufer und Katharina von Alexandrien.
- Portland, Portland Art Museum
  - Die heilige Maria Magdalena. um 1521
- Rom, Galleria Borghese
  - Maria mit dem Kinde.
- Seattle, Seattle Art Museum
  - Maria mit dem Kinde und dem Johannesknaben. um 1510 – 1515
- San Francisco, Fine Arts Museum
  - Die heilige Katharina von Alexandrien.
- St. Petersburg, Eremitage
  - Maria mit dem Kinde. um 1520 – 1530
  - Christus mit dem Symbol der heiligen Dreieinigkeit.
  - Die büßende Maria Magdalena.
  - Der heilige Johannes der Evangelist. (zugeschrieben)
- São Paulo, Museu de Arte
  - Maria mit dem Kinde und dem Johannesknaben. um 1500 – 1520
- Turin, Galleria Sabauda
  - Christus, sein Kreuz tragend.
- Waco, Armstrong-Browning Library, Baylor University
  - Christus als Schmerzensmann. um 1540
- Washington, Howard University Gallery of Art
  - Die heilige Maria Magdalena. um 1530 (zugeschrieben)